# Artemisia serrata
Artemisia serrata, tên thông thường ngải răng cưa, là một loài thực vật có hoa trong họ Cúc. Loài này được Nutt. mô tả khoa học đầu tiên năm 1818.